# タイム・シップ
『タイム・シップ』（The Time Ships）は、スティーヴン・バクスターにより1995年に発表された、H・G・ウェルズ『タイム・マシン』の続編である。『タイム・マシン』刊行100周年のこの年、イギリスのハーパー・コリンズUK社から刊行された。ウェルズの遺族が了解したため、『タイム・マシン』の正式な続編とされている。英国SF協会賞、ジョン・W・キャンベル記念賞、フィリップ・K・ディック賞、クルト・ラスヴィッツ賞を受賞した。

## あらすじ
遙か未来から19世紀のロンドンに帰還した「時間旅行者」は、80万2701年の未来でモーロック族にさらわれて助けられなかったエロイ族のウィーナを救うべく、再び80万2701年の世界に旅立つ。未来目指して加速する時間の中で、「時間旅行者」は太陽の軌道が変わったために季節の変化が消え、さらに太陽が奇妙に変形し爆発するという、最初の時間旅行とはまったく異なる光景を目の当たりにする。
到着した65万7208年の未来でモーロック族に捕獲された「時間旅行者」は、言語を操り高度な知性を持つモーロック族のネボジプフェルと出会う。彼との対話を通じて、「時間旅行者」は前回の時間旅行とは未来が異なっていることを知る。モーロック族は驚くべき叡智と尽きない知的探求心の持ち主に進化し、太陽を包む巨大なダイソン球を建設していた。時間旅行によって未来が改変されることと、もはやエロイ族は存在しないことに衝撃を受け、タイムマシンが恐るべき破壊兵器と成りうることを認識。「時間旅行者」は過去に戻り、自分自身に働きかけてタイムマシンの発明を阻止しようとする。その際にアクシデントでネボジプフェルを1873年のロンドンに連れてきてしまう。
「時間旅行者」と過去の彼=モーゼズ、そしてネボジプフェルが会談するさなか、新たなタイムマシンが現れる。それは第一次世界大戦が終了せずドイツ帝国と死闘を繰り広げるイギリスからきた時間航行戦車：ラグラン号だった。「時間旅行者」の発明をもとにした時間改変の戦いが既に未来で始まっていたのだった。彼ら3人は「保護」を名目に1938年の変わり果てたロンドンへ連行され、そこでクルト・ゲーデルと出会う。彼は核反応によるカロリニウム合成の際に、時間旅行の原動力であるプラトナーライトの合成に成功していたのだった。
ドイツ軍によるロンドン爆撃の混乱から脱出するため、「時間旅行者」はネボジプフェルを連れ、試作型タイムマシンに乗り込んだ。試作型のため、途中停止が出来ず、プラトナーライトの効力が続く限り時間をさかのぼった結果、5000万年前の世界に放り出されてしまう。もはや帰還は不可能。まったく人類のいない世界で途方に暮れつつ、ネボジプフェルと2人、サバイバルが始まるが、それもつかの間、1944年からイギリス軍が彼らを保護するために時間航行戦車で到着した。しかし、直後に現れたドイツ軍時間航行戦闘機の放ったカロリニウム爆弾によって、またもや帰還が不可能となる。
残されたイギリス軍人達とコミュニティを築き、この地で骨を埋めるつもりだった「時間旅行者」は、ネボジプフェルからドイツ軍時間航行戦闘機の残骸をもとにタイムマシンを作ったことを知らされる。すべての始まりである「時間旅行者」にはこの一連の結末を見届ける義務がある、と諭された彼は、意を決し、ネボジプフェルとともに5000万年後（「時間旅行者」の帰属する1891年）の世界に旅立つ。その長い時間旅行のさなか、暁新世に残された僅かな人類の子孫が驚異的な発展を遂げる姿を目撃する。またもや歴史が書き換えられたのだった。
到着した世界は人類の子孫によって徹底的に破壊され、荒廃し、冷え切っていた。長い時間によってほとんど別種ともいえる知的存在に進化した人類の子孫「建設者」によって保護された彼らは、究極の時間旅行へ参加をすることになる。それはプラトナーライトと同化し、時間を極限までさかのぼり宇宙開闢の瞬間をさらに越える旅だった…。

## その他
本作品は「タイムマシン」の続編というだけでなく、ウェルズの他の作品へのオマージュが捧げられている。プラトナーライトのネーミングは「月世界最初の人間」の重力遮断物質・ケイバーライトおよび、「プラトナーの話」から採られており、時間航行戦車の描写は戦車を予言した作品といわれる「陸の鋼鉄艦」を思わせる、など。

## 日本語訳
- 『タイム・シップ 上』 (ハヤカワ文庫 SF ハ 9-6)中原尚哉訳　1998/2/1
- 『タイム・シップ 下』 (ハヤカワ文庫 SF ハ 9-7)中原尚哉 訳　1998/2/1
- 『タイム・シップ〔新版〕』 (ハヤカワ文庫SF) 中原尚哉 訳　2015/5/29